# Eisik Berlin
Eisik Berlin (geboren am 18. Dezember 1792 in Hamburg; gestorben am 20. Juni 1865 ebenda) war ein deutscher Rabbiner.

## Leben und Wirken
Eisik Berlin war der Sohn von Lase Berlin. Er lernte mit seinem älteren Bruder Moses Berlin. In seiner Jugend war er Vorleser an der Hamburger Synagoge. Er unterhielt eine Privatschule in seinem Hause. Im Jahre 1840 wurde er Stiftsrabbiner an der Vereinigten Alten und Neuen Klaus.
Eisik Berlin war verheiratet mit Reizche, Tochter des Michael. Sie starb am 16. Juni 1827, zwei Wochen nach der Geburt eines Kindes. Sie wurde auf dem Jüdischen Friedhof Königsstraße in Altona beigesetzt.
Eisik Berlin wurde auf dem Jüdischen Friedhof am Grindel begraben.

## Publikationen
- Kommentare und Übersetzungen im Machsor von Hannover, 1839.